# 탕자의 비유

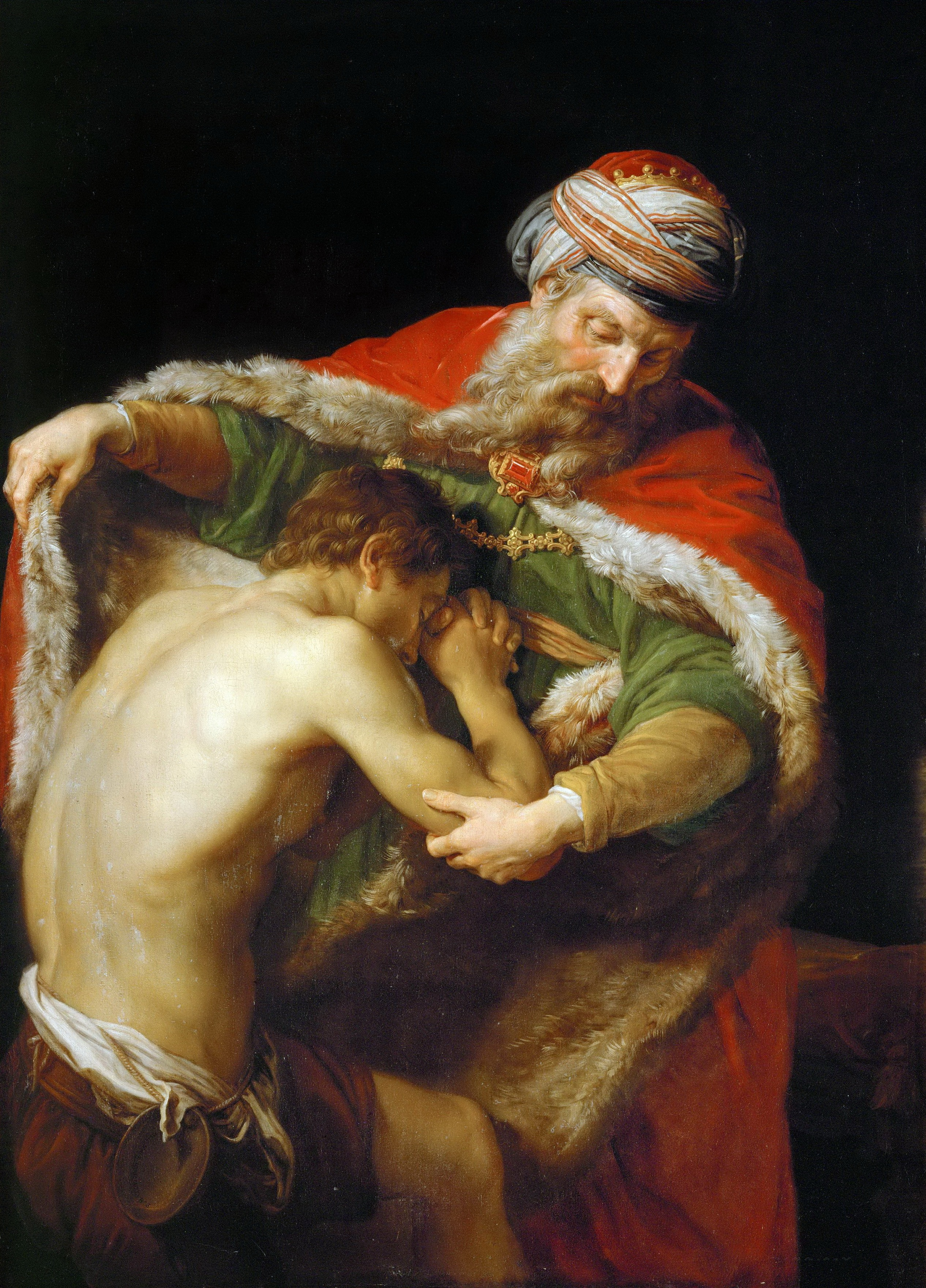
탕자의 귀향, 폼페오 바토니 작 (1773)

탕자의 비유 (Parable of the Prodigal Son) 이야기는 두 형제, 잃어버린 아들, 사랑하는 아버지 혹은 애타는 아버지등으로도 알려져있다 이 비유는 예수님의 비유들 가운데 하나로서 누가복음 15:11-32에 나타난다. 예수 그리스도는 이 비유를 제자들과 바리새인들에게 말씀하였다.
이 이야기에는 한 아버지가 두 명의 아들을 가지고 있었는데, 둘째 아들이 아버지에게 유산을 요구하자 아버지는 아들의 요청을 들어준다. 그러나, 그 아들은 방탕하고 재산을 낭비하여 결국 궁핍해진다. 더 이상 버티지 못한 탕자는 아버지께 돌아가서 자기를 종으로서 받아달라고 요청한다. 그러나 아들에게 놀라운 일이 일어나는데, 그의 아버지가 그를 꾸짖지 않고 크게 환영축제를 마련한 것이다. 이에 질투심을 느낀 형이 환영 축제에 참석하기를 거부한다. 그러자 아버지는 큰 아들에게 모든 것이 네것이며 둘째 아들은 잃어버렸다가 다시 찾아왔으니 축제를 하는 것이 마땅하다고 말한다.
구속에 관련된 비유로서 잃어버린 양의 비유, 잃어버린 주화의 비유와 함께 세번째 마지막 비유이다. 라틴 전통의 카톨릭 성서전과에서는 사순절 시작의 4번째 주일에 읽는다.

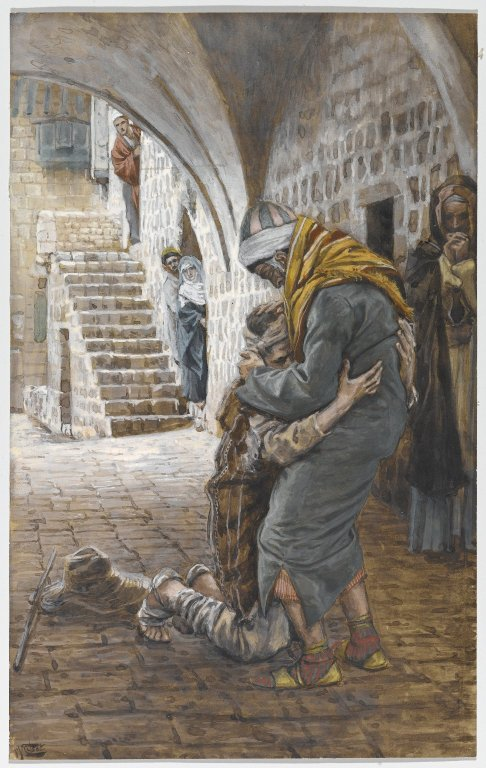
탕자의 귀향- 제임스 티소트 작품– 브루클린 박물관

## 본문 및 해석

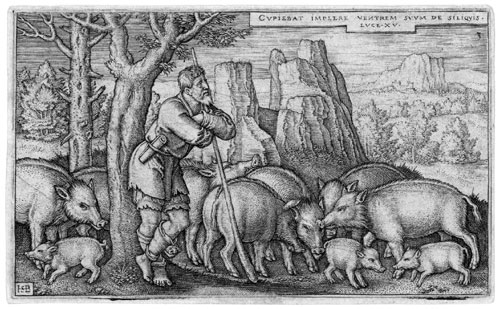
돼지치는 사람으로 조각된 탕자, 한스 세발드 베함 작품, 1538년

이 비유는 잃어버린 양의 비유 그리고 잃어버린 주화의 비유와 함께 3번째 마지막 비유인데 버림과 구속에 대한 주제이다. 예수께서 자기가 죄인들과 함께 식사하는 것을 비난하는 바리새인들과 종교지도자들에 대하여 말씀하신 것이다. 이 비유에 묘사된 아버지의 기쁨은 하나님의 사랑, 하나님의 무한한 긍휼, 그리고 하나님의 은총의 무한성을 비유적으로 반영한다.
큰 아들은 대조적으로 사랑과 은혜를 생각하기보다는 율법, 공덕 그리고 보상을 생각한 것으로 보인다, 그는 아마도 예수를 비판한 바리새인들을 대표한다고 볼 수 있다. 여기서 두 아들의 아버지는 하늘에 계신 아버지를 보여주는데, 두 아들을 함께 사랑하는 아버지는 자신들의 완전성을 의지하기 보다는 깨어진 마음과 회개하는 심령으로 하나님께 돌아오는 마음을 더 중요시 한다는 것을 보여준다.

## 기념

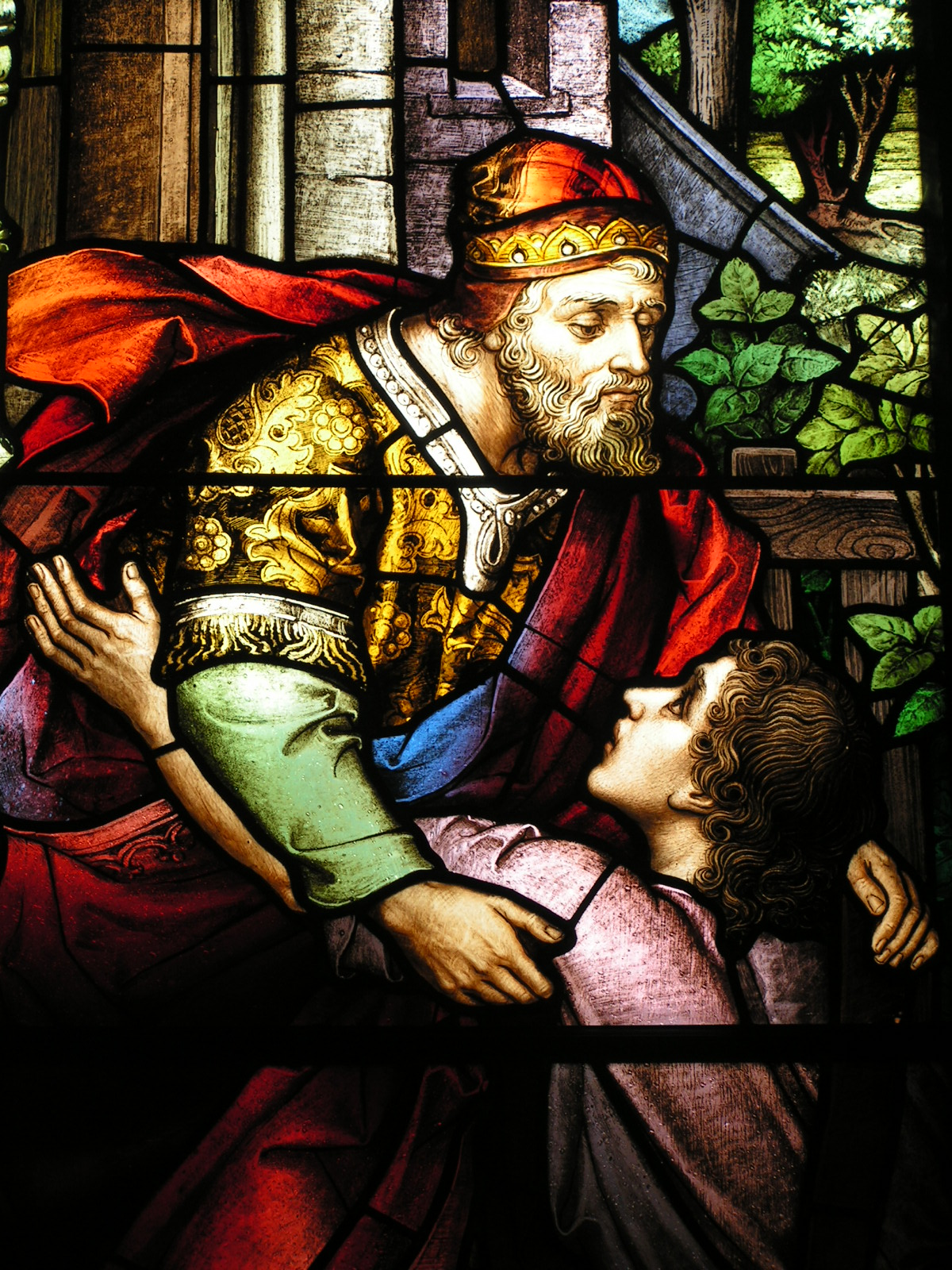
스테인드 글라스 창에 새겨진 탕자, 찰스톤, 사우스 캐롤라이나

### 정교회
이 동방 정교회 교회는 전통적으로 사순절이 시작 2주전 일요일에 탕자의 이야기를 읽는다.

## 예술

탕자의 귀향 렘브란트 그림 상트페테르부르크에 있는 예르미타시 미술관

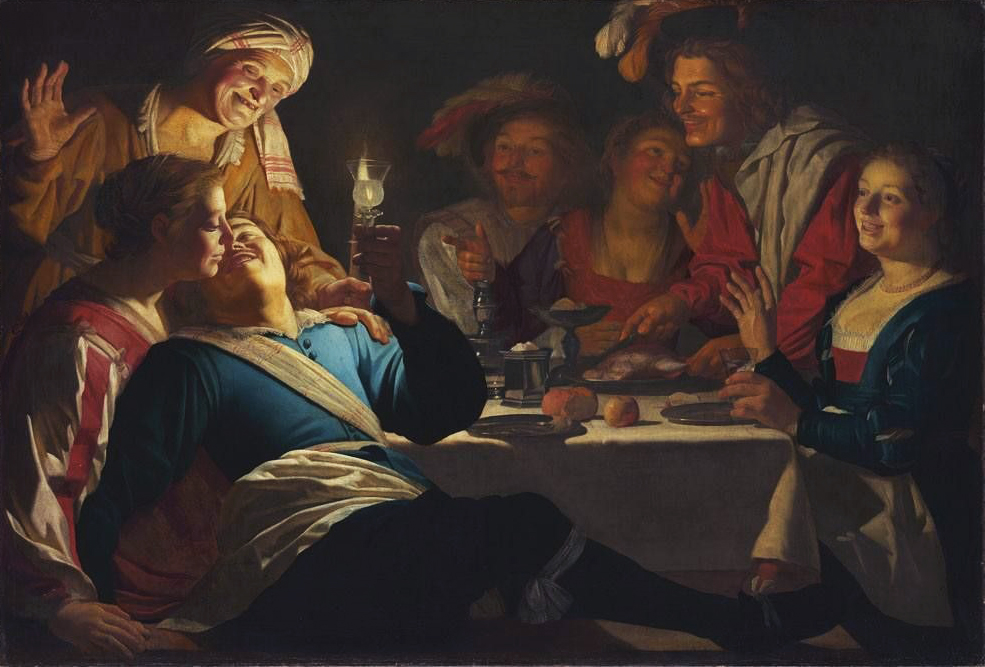
도덕적 내용의 장르를 보여주는 그림, 게하르트 폰 혼써로스트 작품 1623

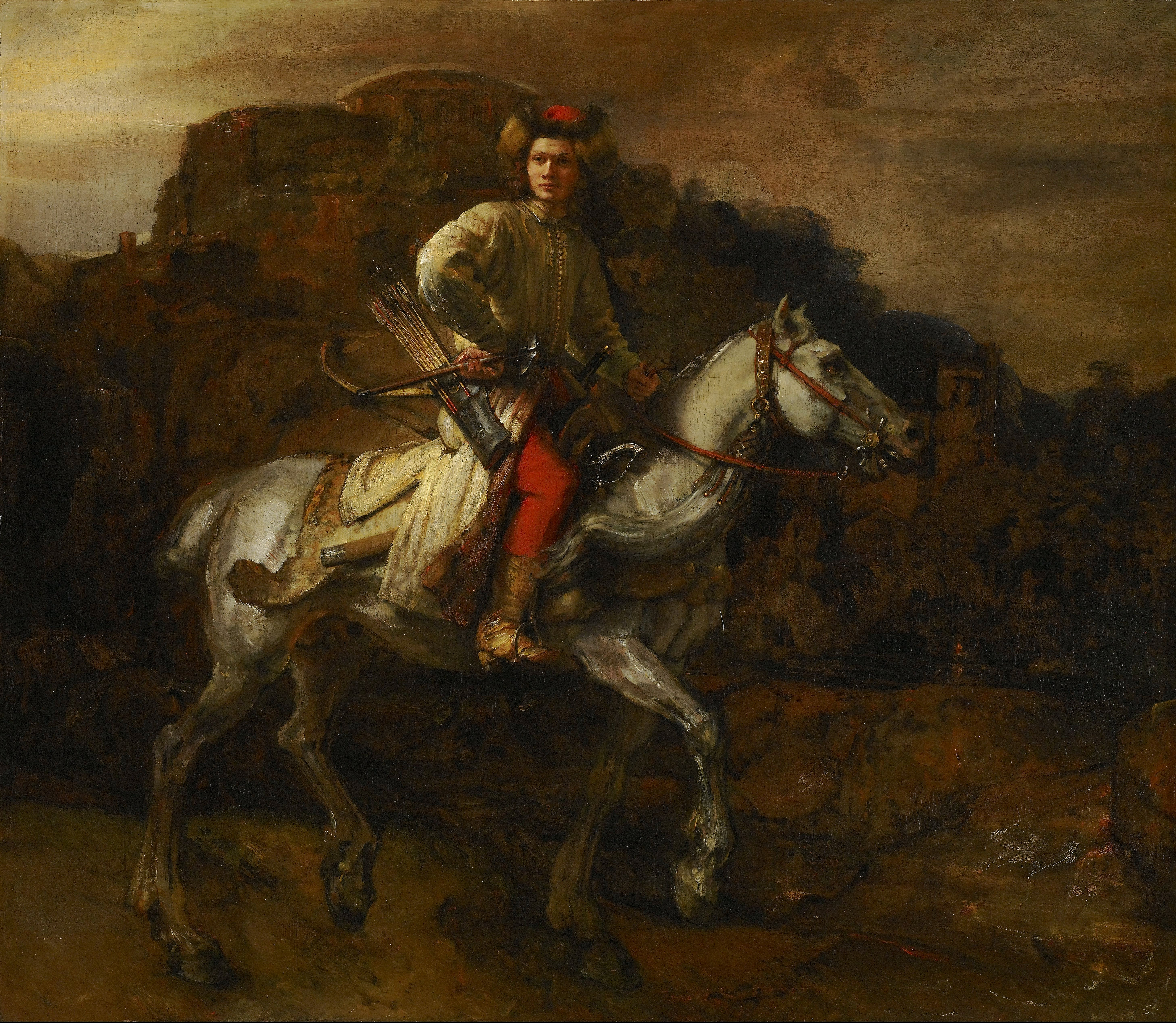
말타는 폴라드인, 탕자일 가능성을 보여준다.

### 문학

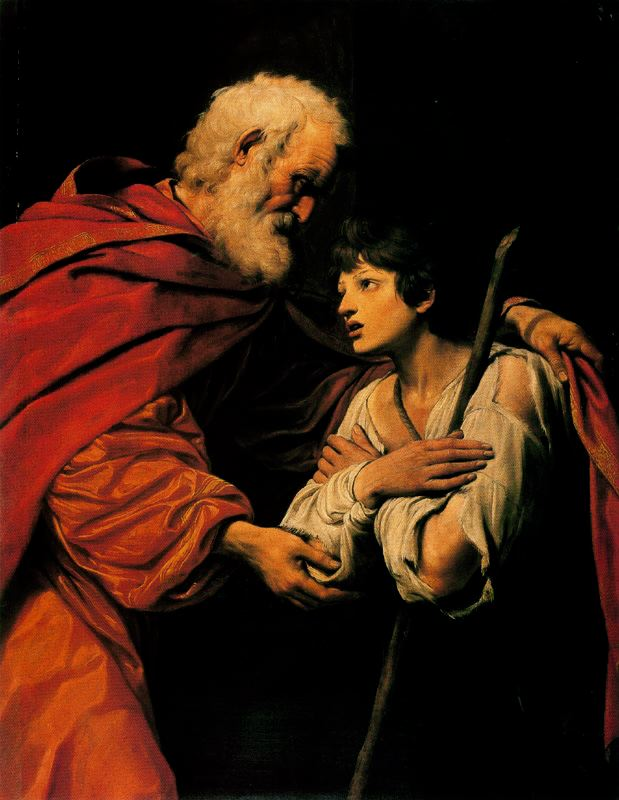
탕자의 귀향 루브르, 파리

탕자의 아들도에서 참조하는 플레이 베니스의 상인 뿐만 아니라 당신이 그것을 좋아서,목회 코미디 윌리엄 셰익스피어. 탕자는 또한 언급에서 셰익스피어의 로맨스고, 겨울 (행 4,장면이 4 라인 89).

## 대승불교 안에서 유사한 비유
잃어버린 아들에 대한 비슷한 비유가 대승불교  법화경에 있다.

## 같이 보기
- 예수님의 사역

## 추가 자료
- Wiggins, James, 2010. What Did Jesus Teach? A Detailed Survey of His Parables ISBN 978-1477699065
- David A. Holgate, Prodigality, liberality and meanness in the parable of the prodigal son: a Greco-Roman perspective on Luke 15.11-32, Continuum, 1999, ISBN 1-84127-025-3.
- Father Raniero Cantalamessa, Pontifical Household preacher, "Comments on Fourth Sunday of Lent Readings", Zenit News Agency, March 17, 2007.
- Rev. George Dimopoulos, "The Prodigal Son", Orthodoxy and the world, February 24, 2008.
- G. Campbell Morgan, The Parable of the Father's Heart.
- E. Di Rocco (a cura di), Il romanzo della misericordia. La parabola del figliol prodigo nella letteratura in Studium, 4 (2013), nº 109
- E. Di Rocco, Leggere le Scritture con le Scritture: Ugo di Santo Caro e Nicola di Lira lettori di Luca (15, 11-32), in Studium, 4 (2013), nº 109.
- E. Di Rocco (a cura di), Il romanzo della misericordia. La parabola di Luca nella letteratura moderna e contemporanea. in Studium, 2 (2014), nº 110.
- E. Di Rocco, Heimkehr: wohin?, Auszug: wohin?: la parabola esistenziale del figliol prodigo nella letteratura del Novecento. in Studium, 2 (2014), nº 110.